# Arrivée du Roi à l'Exposition
Arrivée du Roi à l'Exposition je francouzsko-švédský němý film z roku 1897. Režisérem byl Alexandre Promio (1868–1926). Film je považován za první švédský zpravodajský film. Film měl premiéru 15. května 1897 ve Stockholmském paláci, kde ho ocenil Oskar II.
Alexandre Promio pobýval na začátku léta 1897 asi dva týdny ve Švédsku, aby proslavil filmy bratrů Lumièrů. Při svém pobytu vytvořil 14 filmů a zaučil zde i prvního švédského tvůrce filmů Ernesta Flormana.

## Děj
Kamera zachycuje inauguraci výstavy všeobecného umění a průmyslu ve Stockholmu. Ve filmu jsou vidět příslušnici švédské královské rodiny - král Oskar II., který výstavu slavnostně otevřel, korunní princ Gustav a princ Evžen.